# 马里奥·卢齐
马里奥·卢齐（義大利語：Mario Luzi；1914年10月20日—2005年2月28日）是意大利的著名诗人。
他早中期的作品多为田园诗歌，具隐逸派风格；晚期作品由抽象转向现实，注重哲学思考，被誉为“典型的哲学诗人”。他支持欧洲的和平主义运动，2004年10月被授予意大利终生参议员荣誉。
盧齊21歲時出版了他的第一部詩集《船》，30歲時就被譽為詩歌大師，他著有《沙漠鮮蔬》、《真實之譽》、《洗禮當代碎片》等多部詩集。他早中期的作品多為田園詩歌，具隱逸派風格；晚期作品由抽象轉向現實，注重哲學思考，被譽為「典型的哲學詩人」。他支持歐洲近年來興起的和平主義運動，去年10月 被授予義大利終生參議員榮譽。各界對盧齊逝世表示沉痛哀悼，總統錢皮稱他是義大利傑出和天才的代表。
其詩作已被譯成大多數歐洲語言。教宗若望保祿二世曾委託他為1999年的耶穌受難節賦詩。
此外，他也長期在大學裡講授法國文學，對蘭波、馬拉爾美和波德萊爾等法國大詩人頗有研究。